# Eva Gabor
Eva Gabor (ur. 11 lutego 1919 w Budapeszcie, zm. 4 lipca 1995 w Los Angeles) – węgiersko–amerykańska aktorka, bizneswoman i piosenkarka.
Występowała jako Lisa Douglas, żona granego przez Eddiego Alberta Olivera Wendella Douglasa, w serialu Green Acres (1965–1971) o nowojorczykach, którzy przenieśli się na wiejską farmę. Jej starsze siostry, Zsa Zsa Gabor i Magda Gabor, także były aktorkami. W 1950 debiutowała na Broadwayu w roli Mignonette w komedii Szczęśliwy czas. 

## Filmografia
- Forced Landing (1941)
- New York Town (1941)
- Pacific Blackout (1941)
- Star Spangled Rhythm (1942)
- A Royal Scandal (1945)
- The Wife of Monte Cristo (1946)
- Song of Surrender (1949)
- Love Island (1952)
- Paris Model (1953)
- Captain Kidd and the Slave Girl (1954)
- The Mad Magician (1954)
- Kiedy po raz ostatni widziałem Paryż (1954)
- Artyści i modele (1955)
- My Man Godfrey (1957)
- The Truth About Women (1957)
- Don't Go Near the Water (1957)
- Gigi (1958)
- It Started with a Kiss (1959)
- A New Kind of Love (1963)
- Prawo Burke’a (1963)
- Youngblood Hawke (1964)
- Aryskotraci (1970)
- Bernard i Bianka (1977)
- Statek miłości (1977)
- Nutcracker Fantasy (1979)
- The Edge of Night (1983)
- The Princess Academy (1987)
- Bernard i Bianka w krainie kangurów (1990)
- The People vs. Zsa Zsa Gabor (1991)
- The Beverly Hillbillies (1993)
- Prawo Burke’a (1994)